# Wesam Rizik
Wesam Rizik (en árabe: وسام رزق عبد المجيد‎; Kuwait, Kuwait; 5 de febrero de 1981) es un exfutbolista y entrenador de fútbol de Catar nacido en Kuwait que jugaba en la posición de Centrocampista.

## Carrera

### Club
| Periodo   | Club        | Apariciones | Goles |
| --------- | ----------- | ----------- | ----- |
| 2000–2004 | Qatar SC    | 57          | 16    |
| 2004–2009 | Al Sadd SC  | 104         | 14    |
| 2009–2010 | Al Khor SC  | 19          | 0     |
| 2010–2013 | Al Sadd SC  | 41          | 2     |
| 2013–2016 | El Jaish SC | 44          | 3     |

### Selección nacional
Jugó para Catar en 111 ocasiones de 2001 a 2014 y anotó siete goles; participó en tres ediciones de la Copa Asiática y en dos ediciones de los Juegos Asiáticos.

## Logros

### Club
- Liga de fútbol de Catar (4): 2002-03, 2005-06, 2006-07, 2012-13
- Copa del Emir de Catar (2): 2004-05, 2006-07
- Copa de Catar (7): 2002, 2004, 2006, 2007, 2008, 2014, 2016
- Copa del Jeque Jassem (1): 2006
- Copa de las Estrellas de Catar (1): 2010
- Liga de Campeones de la AFC (1): 2011

### Selección nacional
- Juegos Asiáticos (1): 2006[2]

### Individual
- Embajador del programa del Al Sadd "180 Degree Change" en 2011.[3]